# Фёдоров, Дмитрий Андреевич
Дмитрий Андреевич Фёдоров (17 (29) октября 1856 — 26 июня 1921) — священнослужитель Русской православной церкви, протоиерей.

## Биография
Окончил Санкт-Петербургскую духовную семинарию в 1882 году по первому разряду.
После окончания священствовал в Церкви Михаила Архангела, в деревне Кобылье Городище Гдовского уезда до назначения в Гдов 29 мая (10 июня) 1885 года.
В Гдовском Димитриевском соборе о. Димитрий прослужил почти два десятилетия. В 1886 году о. Димитрию довелось встречать в Димитриевском соборе великого князя Владимира Александровича, посетившего с супругой Гдов 28-29 июня. Высоким гостям особенно понравился иконостас собора «со старыми иконами греческой живописи и фигурной вызолоченной резьбой». В том же году при соборе открыло свои действия приходское попечительство. Отцу Димитрию как председателю Гдовского отделения епархиального училищного совета принадлежит видная роль в развитии народного образования в крае. Благодаря его усилиям Гдовский уезд по числу церковно-приходских школ вышел на первое место в епархии. При Гдовском соборе такая школа была учреждена в 1886 году, а через 9 лет в приходе появилась вторая школа — в деревне Портиловы Луги.
16 февраля (1 марта) 1903 года о. Димитрий возведен в протоиереи.
В сане протоиерея о. Димитрий Федоров оставался в Гдове недолго — 9 (22) марта 1904 он был перемещен, по прошению, настоятелем Казанской церкви в селе (ныне — город) Тосно Царскосельского уезда. А ещё через три года 2 (15) марта 1907 он перешёл на место старшего священника Иоанновского женского монастыря в Санкт-Петербурге, где был настоятелем храмов, которое и занимал до кончины. В последние полтора года земной жизни о. Иоанна Кронштадтского о. Димитрий неоднократно сослужил «всероссийскому батюшке» в соборе основанной им обители.
С 1890-х до 24 февраля 1910 года оставался благочинным 1-го округа Гдовского уезда.
Похоронен 30 июня 1921 года на монастырском участке Серафимовского кладбища. Коллективом верующих Иоанновского женского монастыря в 2 часа дня состоялось перевезение тела о. Димитрия с крестным ходом до места захоронения.

## Позиция и деятельность
При о. Димитрии Федорове зародилась традиция паломничества школьников из Каменного погоста в Гдов, приуроченного ко дню памяти святых Кирилла и Мефодия, 11 мая. Первый раз оно было совершено в 1902 году, в нем приняло участие до 130 детей. Юные паломники, пройдя 15 верст, молились в Димитриевском соборе за литургией. Совершал её о. Димитрий в сослужении с уездным наблюдателем церковно-приходских школ, настоятелем гдовской Афанасиевской церкви священником Симеоном Молчановым и священником Каменного погоста о. Иоанном Николаевским. Через 10 лет паломничество в Гдов в день «первоучителей Словенских» объединяло уже почти тысячу школьников и множество взрослых богомольцев.
Огромный вклад внёс в развитие Иоанновского женского монастыря в Санкт-Петербурге, где служил старшим священником. В 1907—1908 годах принимает участие в строительстве четырёхэтажного корпуса, где разместились кельи, иконописная и рукодельные мастерские. Дмитрий Федоров был сомолитвенником и почитателем памяти о. Иоанна Кронштадтского. 19 октября 1909 г. состоялось открытие «Общества в память отца Иоанна Кронштадтского», в нем он был в качестве члена ревизионной комиссии и подтверждал исцеления у мощей о. Иоанна. Общество расположилось в странноприимном доме по адресу наб. Карповки д.41, там же принимали паломников приезжавших издалека. Протоиерей Д. А. Федоров был одним из инициаторов обустройства гробницы, так в 1911 г. справа от гробницы была помещена икона Прп. Иоанна Рыльского с неугасимой лампадой перед ней.